# Мужская сборная Чили по водному поло
Мужская сборная Чили по водному поло — национальная ватерпольная команда, представляющая Чили на международной арене. Управляющей организацией является Федерация водных видов спорта Чили (исп. Federacion Chilena de Deportes Acuaticos, FECHIDA; англ. Chilean Swimming Federation).

## Результаты выступлений

### Олимпийские игры
| Год        | Место          | И              | В              | Н              | П              | ГЗ             | ГП             | +/-            |
| ---------- | -------------- | -------------- | -------------- | -------------- | -------------- | -------------- | -------------- | -------------- |
| 1900—1936  | не участвовали | не участвовали | не участвовали | не участвовали | не участвовали | не участвовали | не участвовали | не участвовали |
| 1948       | 17             | 2              | 0              | 0              | 2              | 4              | 21             | -17            |
| 1952—н. в. | не участвовали | не участвовали | не участвовали | не участвовали | не участвовали | не участвовали | не участвовали | не участвовали |

### Панамериканские игры
| Год       | Место          | И              | В              | Н              | П              | ГЗ             | ГП             | +/-            |
| --------- | -------------- | -------------- | -------------- | -------------- | -------------- | -------------- | -------------- | -------------- |
| 1951      | 5              | 4              | 0              | 0              | 4              | 5              | 21             | -16            |
| 1955—2019 | не участвовали | не участвовали | не участвовали | не участвовали | не участвовали | не участвовали | не участвовали | не участвовали |
| 2023      | 8              | 6              | 0              | 0              | 6              | 35             | 113            | -78            |

### Панамериканские чемпионаты
| Год        | Место          | И              | В              | Н              | П              | ГЗ             | ГП             | +/-            |
| ---------- | -------------- | -------------- | -------------- | -------------- | -------------- | -------------- | -------------- | -------------- |
| 2001—2017  | не участвовали | не участвовали | не участвовали | не участвовали | не участвовали | не участвовали | не участвовали | не участвовали |
| 2018       | 3              | .              | .              | .              | .              | .              | .              | .              |
| 2019—н. в. | не участвовали | не участвовали | не участвовали | не участвовали | не участвовали | не участвовали | не участвовали | не участвовали |